# Анналы вроцлавского магистрата
Анналы вроцлавского магистрата (лат. Annales magistratus Wratislaviensis, пол. Rocznik magistratu wroclawskiego) — компиляция, названная издателем XVIII в. В. Соммерсбергом: «вроцлавскими анналами». Согласно своему предисловию составлены в 1514 г. «из самых старых книг этого и других городов» чтобы вроцлавский магистрат «смог бы решать общественные и частные дела с большей пользой». В н.в. рукопись утрачена. В части до 1308 г. почти полностью соответствуют Старым вроцлавским анналам. Охватывают период с 1149 по 1491 гг. Описывают события истории Силезии, сообщая при этом отдельные сведения по истории остальной Польши, а также Чехии, Венгрии, Германии и пр.

## Издания
1. Annales magistratus Wratislaviensis / ed. W. Arndt // MGH. SS. 1866. T. XIX, p. 527—531[2].
2. Rocznik magistratu wroclawskiego / wydal A. Bielowski // MPH, Tomus 3. Lwow. 1878, p. 680—688[1].

## Переводы на русский язык
- Анналы вроцлавского магистрата в переводе А. С. Досаева на сайте Восточная литература